# SN 2025oq
SN 2025oq는 2025년 1월 23일에 은하 NGC 2744에서 발견된 Ic-BL형 초신성이다.